# 9 dywizjon wsparcia operacji lotniczych
9 dywizjon wsparcia operacji lotniczych (ang. 9th Air Support Operations Squadron, 9th ASOS) − jednostka wsparcia bojowego zlokalizowana w Fort Cavazos w Teksasie. 
9 ASOS zapewnia taktyczne dowodzenie i kontrolę sił powietrznych, podlegających dowódcom połączonych komponentów sił powietrznych (Joint Force Air Component) i połączonych komponentów sił lądowych (Joint Force Land Component) na potrzeby operacji bojowych.
Misją 9 dywizjonu wsparcia operacji lotniczych jest integracja i kontrola sił powietrznych wspierających 1 Dywizję Kawalerii i dowódców wojsk lądowych na całym świecie.

## Historia
Historia 9 dywizjonu zaczyna się 1 marca 1966 w bazie lotniczej James Connally w Waco w Teksasie, gdzie zorganizowano 602 Taktyczne Skrzydło Kontroli Powietrznej (602nd Tactical Air Control Wing – TAIRCW), z którego wyewoluowała 3 Grupa Operacji Wsparcia Lotniczego (3rd Air Support Operations Group – ASOG).
Misją grupy było zintegrowanie sił powietrznych na polu walki ze zdolnościami manewrowymi armii. Grupa doradzała wielu dowódcom i sztabom Sił Powietrznych, zapewniała taktyczną kontrolę bliskiego wsparcia powietrznego (close air support – CAS), a także zapewniała wsparcie dla personelu Korpusu.
24 czerwca 1994 9th Tactical Air Communications Squadron został zreorganizowany, przeprojektowany w 9th Air Support Operations Squadron i przydzielony do 3 Grupy Wsparcia Lotniczego 8 Armii Powietrznej, 1 lipca 1994 aktywowany w Fort Hood w Teksasie i przydzielony do 1 Dywizji Kawalerii.